# Charchorin
Charchorin (mongoliska: Хархорин) är en ort i Mongoliet.   Den ligger i provinsen Övörchangaj, i den centrala delen av landet, 300 km väster om huvudstaden Ulaanbaatar. Antalet invånare är 8 977.

## Historia
Åren 1235–1267 var orten känd som Karakorum och Mongolväldets huvudstad.